# بيئة ليلية

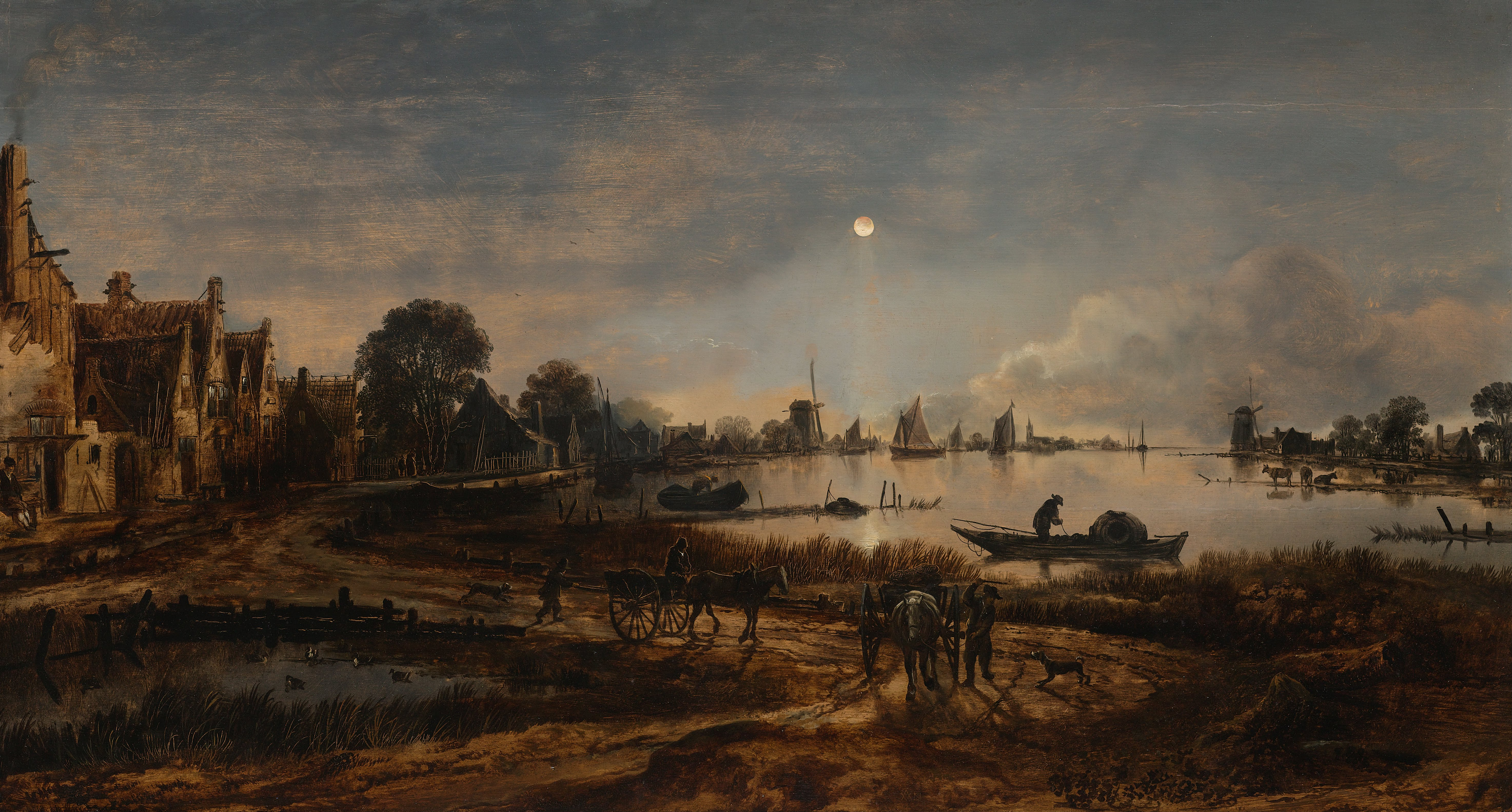
منذ قرون عديدة، والإنسان ينتقل ليلا تحت ضياء القمر والشعلات والفوانيس البسيطة. بفضل الغاز والكهرباء، تطورت الإنارة الليلية الدائمة، لكن بأضرار واضحة على « البيئة الليلية ».

البيئة الليلية مصطلح شائع منذ التسعينيات يقصد به الجزء البيئي (بمعنى العلاقات بين النوع والوسط الذي يعيش فيه) من البيئة الطبيعية الذي يعتمد وظيفيا على الليل من غياب الإضاءة الشمسية والاصطناعية لإستمراره واذدهاره.
يتعلق الأمر إما بالأنواع الليلية فقط، أي التي يُثبِط نشاطها أي مصدر ضوئي اصطناعي (حتى ضوء البدر) أو الأنظمة البيئية عموما التي تتأثر بالضوء الاصطناعي ك التوهج، الانجذاب أو التنافر، تغير تواريخ بعض الظواهر كالتوالد، والانسلاخ، والهجرة، والتغذية، والسبات الشتوي والصيفي، إلخ. وللأسف قد يحظى هذا الجزء باهتمام أقل لأنه أخفى على العين ويتطلب أدوات خاصة، إضافة إلى العمل ليلا.
يكون لبعض الأنواع نشاط ليلي في حالة يرقات ونهاري بعد البلوغ. ثارة يكون النوع نهاريا لكن يعتمد كليا من أجل تغذيته وتلقيحه على أنواع ليلية، والعكس صحيح..
بعض الأنواع قد تكون ليلية لكن ذات نشاط أهم عند الشروق والغروب. هناك نباتات، في أوساط قاحلة، تنتج الأوكسجين ليلا بعد تركيم الطاقة الحرارية نهارا، لتبخير كمية أقل من الماء.
وهناك أخرى، رافضة للضوء، تفر من ضوء الشمس، ولكن تقضي نشاطها نهارا (في الكهوف والتربة والخشب الميت وتحت قشور الأشجار، أو أعماق البحار التي لا تدخلها أشعة الشمس).
يمكن لبعض الأنواع أن يكون لها نشاط ليلي مثل اليرقات والنهار مثل البالغين (أو العكس). البعض الآخر نهاري، لكنه يعتمد كليًا (في الغذاء والتلقيح وما إلى ذلك) على الأنواع الليلية، أو العكس. العديد من الأنواع هي في الغالب ليلية، ولكن مع نشاط أكثر حول غروب الشمس وشروقها. حتى أن هناك نباتات في البيئات الجافة (الصبار) تنتج الأكسجين ليلًا بعد تراكم الطاقة الشمسية خلال النهار، لتبخر كمية أقل من المياه.
عندما نقترب من الدائرة القطبية، لا يكون الليل مظلماً دائمًا وتتنوع مدته بشكل كبير: في الشتاء يكون الليل القطبي الذي يستمر قرابة 6 أشهر في أقصى الشمال، وفي الصيف يكون خفيفًا عند منتصف الليل. تكيفت الأنواع القطبية مع هذا الإيقاع.
يؤثر طول النهار على العديد من عمليات الحياة فيما يسمى بالأنواع «النهارية». وبالمثل، فإن ما يسمى بالأنواع «الليلية» حساسة للإيقاعات الموسمية، وطول الليل، والدورات القمرية، وإضاءة القمر. ضوء الشمس المنعكس على القمر، والذي يمكن على سبيل المثال أن يمنع أو، على العكس من ذلك، يثير نشاط بعض الحيوانات، بما في ذلك الحيوانات المائية؛ على وجه الخصوص، يؤثر إيقاع nycthemeral على الهجرة اليومية (الأفقية و / أو الحركات الرأسية) ونشاط العديد من أنواع العوالق بما في ذلك daphnia وغيرها من اللافقاريات المائية والكائنات الحية العوالق الحيوانية، وحتى الأسماك.
بعض الأنواع من الحيونات تهرب من ضوء الشمس أو أي مصدر ضوء آخر. ومع ذلك، يمكن أن يتمتعوا ليلا بحياة نشطة أحيانًا تُعتبر نهارًا، ولكن في الكهوف، في الأرض (علم التربة)، في الخشب الميت أو تحت اللحاء، أو حتى في قاع البحر العميق، حيث لا يخترق ضوء الشمس. وبعضهم يهرب من التعرض المباشر للضوء أثناء النهار، ولكن يمكن أن ينجذب إلى مصدر الضوء في الليل (العث على سبيل المثال)
تتميز النظم البيئية التي تكيفت منذ «فجر الزمن التطوري» مع البيئة الليلية أو تحت الأرض أو أعماق البحار بوجود أنواع حيوانية طورت أعضاء إحساس جديدة (مثل تحديد الموقع بالصدى للخفافيش والحيتانيات) أو الذين لديهم أعضاء معينة بشكل مفرط (عيون أكبر، شبكية عين متطورة، أعضاء أكثر تطوراً للسمع والشم، القدرة على إدراك الأشعة تحت الحمراء، أو الاهتزازات الأرضية، إلخ). يمكن أن تتأثر هذه الأنواع بالتلوث الضوئي، ولكن أيضًا بأصوات معينة يمكن أن تتداخل مع تحديد الموقع بالصدى أو الاتصال بين الأفراد أو الكشف السمعي للفريسة.

## مجال البيئة الليلية
تهم فكرة البيئة الليلية علماء البيئة والجغرافيين ومخططي المدن ومصممي الإضاءة والمخططين وعلماء الاجتماع على حد سواء، عندما يريدون أن يكونوا جزءًا من مجال التنمية المستدامة، لأن البيئة الليلية محدودة بشكل متزايد بالإضاءة الاصطناعية، والتي لديها مكونات اجتماعية ونفسية واقتصادية معقدة وهامة. لا تزال البيئة الليلية مجالًا لم يستكشفه العلم كثيرًا. أحد مكوناته هو صحة الإنسان في علاقته بالإيقاع nychthemeral (ليلا ونهارا).
العديد من أنواع الحيوانات هي ليلية بشكل حصري لجميع أو جزء من دورة نموها. بالنسبة لهذه الأنواع، يُقال أحيانًا أن اللون الأسود («الليل»؛ الظلام للأنجلو ساكسون) له قيمة موطن تقريبًا، لذا يعتمد بقاؤهم كثيرًا عليه. مثلما تكون بعض الأنواع نباتية زيروفيليّة (تحتاج إلى موطن جاف)، فإن البعض الآخر يكون ليليًا.
وفقًا للأنواع أو مرحلة تطورها، وأيضًا وفقًا لنوع أعضاء الرؤية التي تم منحها لها، يمكن أن تكون أكثر أو أقل حساسية للأطوال الموجية المختلفة. على سبيل المثال، أظهرت دراسة  أن الأنواع الكبيرة من الفراشات ممثلة تمثيلا زائدا بين تلك التي تنجذب إلى المصابيح المنبعثة في أطوال موجية قصيرة. يمكن أن يكون لهذا الجذب القاتل تأثيرات متتالية على التنوع البيولوجي وعمل النظم البيئية، على سبيل المثال بسبب التلقيح الذي لم يعد يؤدونه أو بسبب الحيوانات المفترسة التي لا تجد سوى فريسة صغيرة حيث تتراجع هذه الفراشات. يقدر المؤلفون أن المصابيح التي تضيء في الأطوال الموجية الطويلة للطيف المرئي ستجعل من الممكن تقليل تأثير التلوث الضوئي على هذه الأنواع (وما هو أبعد من ذلك على الحيوانات المفترسة والمنافذ البيئية).
تظهر فكرة «الليلة البيئية» أيضًا  بين أولئك الذين يعملون على آثار المضايقات والتلوث الناجم عن المطارات الرئيسية التي تعمل ليلاً (أورلي، رواسي في فرنسا، ولكن حوالي مائة منطقة في أوروبا ستكون معنية). في عام 2018 في فرنسا، تم إطلاق منصة NuitFrance لتبادل المعرفة حول الليل والتنوع البيولوجي الليلي والتلوث الضوئي في فرنسا، بهدف أن تكون «أداة توعية لعامة الناس وأداة تشغيلية للفاعلين المحترفين». كما يسرد أحداث التوعية القائمة ويجمع المعلومات العلمية المتاحة وبيانات الكمبيوتر مركزية.

## أمثلة
- يمكن لبعض الأنواع التي تشتهر بأنها نهارية أكثر، في أوقات أو مواسم معينة، أن يكون لها نشاط ليلي مكثف. على سبيل المثال، في أمريكا الشمالية، يأتي الكثير من البروتين الذي تتناوله الدببة من سمك السلمون الذي يتم صيده عند السباحة فوق الجداول. بشكل غير متوقع، ظهر مؤخرًا أن عدد سمك السلمون الذي تأخذه الدببة ليلاً أعلى إلى حد ما من عدد السلمون المأخوذ خلال النهار.
- الخفافيش كلها ليلية في الأساس. تتأثر أو يبدو أن معظم الأنواع تتأثر سلبًا بالإضاءة الاصطناعية.
- تتأثر تغذية الفئران المختبرية وشربها بسبب زيادة شدة إضاءة الأقفاص، واضطراب إيقاع الساعة البيولوجية (بالحرمان من الضوء أو الإضاءة الاصطناعية المستمرة أو المتفاقمة) وأحد العوامل المسببة للتقرح (قرحة المعدة) من الإجهاد في الجرذان («قرحة الإجهاد التجريبية»)، وعامل يغير من الحموضة الطبيعية للمعدة (وبالتالي تكون قادرة على إحداث ارتجاع الحمض لدى البشر من منتصف الليل إلى الصباح.
- العديد من البرمائيات في المناطق الاستوائية تكون ليلية بشكل مكثف، ولكن حتى البرمائيات أثناء النهار يمكن أن تتعرض للاضطراب والتهديد من خلال شكل من أشكال الإضاءة الاصطناعية (هذا أحد جوانب التلوث الضوئي).
- في جميع أنحاء العالم، يفوق عدد العث عدد الفراشات؛ لكنهم أقل شهرة بكثير.
- الفطر له إيقاع يومي يتحكم على سبيل المثال في انبعاث الأبواغ (اختفاء الضوء أو طول موجي معين كافٍ لإطلاق الجراثيم). لا تزال آلية الجزيئات الحيوية غير مفهومة جيدًا، ولكن تمت دراستها من فطر الممرض الزراعي Neurospora crassa أو Magnaporthe grisea (مُمْرِض الأرز)، مع فكرة اكتشاف طريقة جديدة للتحكم في بعض مسببات الأمراض عن طريق تعديل الساعة الداخلية. من خلال إضاءة الفطر في وقت حرج، يمكننا منع تكاثره بشكل صحيح، حيث وجد أنه من خلال حرث حقل في الظلام، لا تنبت 80٪ من بذور الحشائش إذا لم تضيء في غضون 4 ساعات بعد التعرض للهواء.
- تخرج السلاحف البحرية الصغيرة من بيضها ومن ثم يمكن تحويلها من أعشاشها عن طريق مصدر ضوء قريب.